# Etchmiadzin
Etchmiadzin (en arménien Էջմիածին) ou Vagharchapat (Վաղարշապատ, nom officiel mais rarement utilisé) est une ville d'Arménie située à une vingtaine de kilomètres d'Erevan. Elle compte 57 252 habitants en 2009.
C'est à Etchmiadzin que se trouve le siège de l'Église apostolique arménienne.

## Géographie
Etchmiadzin est située à 20 kilomètres d'Erevan, capitale de l'Arménie et est traversée par la M5.
Elle constitue aussi la plus grande banlieue d'Erevan. Elle est formée d'un centre-ville, où sont installées plusieurs églises et des maisons basses. La ville possède un parc dans le centre-ville même. Le centre est entouré par une grande avenue et quelques habitations tout autour. La place principale s'appelle « Komitas », en l'honneur de Komitas, musicien et compositeur. La ville (à part les églises) ne présente pas un grand intérêt. En dehors de la petite agglomération, sont sis le site archéologique de Zvartnots et l'aéroport le plus important d'Arménie : l'aéroport international Zvartnots.

## Démographie
Depuis 1831, l'évolution démographique de Etchmiadzin a été :
| 1831  | 1873  | 1891  | 1897  | 1908  | 1914  |
| ----- | ----- | ----- | ----- | ----- | ----- |
| 2 175 | 2 787 | 3 000 | 5 267 | 3 283 | 5 755 |

| 1926  | 1931  | 1959   | 1968   | 1990   | 2001   |
| ----- | ----- | ------ | ------ | ------ | ------ |
| 8 436 | 8 349 | 19 560 | 27 100 | 60 000 | 51 280 |

| 2011   | 2020   | - | - | - | - |
| ------ | ------ | - | - | - | - |
| 46 540 | 46 200 | - | - | - | - |

| Histogramme de l'évolution démographique de Etchmiadzin |        |
| \| 1831 \| 2 175 \| \| 1873 \| 2 787 \| \| 1891 \| 3 000 \| \| 1897 \| 5 267 \| \| 1908 \| 3 283 \| \| 1914 \| 5 755 \| \| 1926 \| 8 436 \| \| 1931 \| 8 349 \| \| 1959 \| 19 560 \| \| 1968 \| 27 100 \| \| 1990 \| 60 000 \| \| 2001 \| 51 280 \| \| 2011 \| 46 540 \| \| 2020 \| 46 200 \| |        |
| 1831 | 2 175  |
| 1873 | 2 787  |
| 1891 | 3 000  |
| 1897 | 5 267  |
| 1908 | 3 283  |
| 1914 | 5 755  |
| 1926 | 8 436  |
| 1931 | 8 349  |
| 1959 | 19 560 |
| 1968 | 27 100 |
| 1990 | 60 000 |
| 2001 | 51 280 |
| 2011 | 46 540 |
| 2020 | 46 200 |

## Histoire

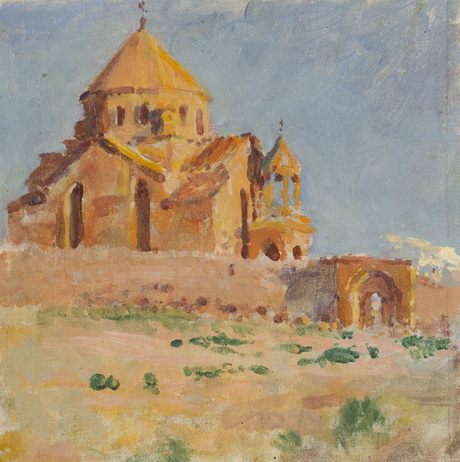
église Sourp Hripsimé 1913 par Éghiché Tadevossian

Etchmiadzin, dont le nom d'origine est Vagharchapat, a été fondée entre 570 et 560 av. J.-C. La ville, s'appelant à cette époque Varguésavan, est rebaptisée par le roi Vagharch Ier (vers 117-140) de la dynastie arsacide, qui la nommera Vagharchapat. Il fortifie aussi la ville qui devient une ville-résidence.
L'armée romaine fait une incursion dans la région en 163, et un nom grec lui est donné, Kainepolis, « nouvelle ville »[réf. nécessaire]. À cette époque, Vagharchapat devient la capitale de l'Arménie au détriment d'Artachat, qui perd ce statut. Vagharchapat obtient une place importante grâce à l'installation du siège de l'Église apostolique arménienne fondée au tout début du IVe siècle par Grégoire Ier l'Illuminateur, consacrée par la construction de la cathédrale Sourp Etchmiadzin.
L'Arménie et Vagharchapat perdent leur indépendance en 428 ; le pays est sous domination perse. Après cette période, Vartan Mamikonian restaure la cathédrale en 484. Puis on assiste à une fièvre constructrice : la bibliothèque dans laquelle sont conservés les manuscrits, le Matenadaran, est créée en 486, l'église Sourp Hripsimé est édifiée en 618, Sourp Gayané en 630 ; hors de la ville est construite la cathédrale de Zvartnots entre 641 et 652, dans un style architectural inédit en Arménie.

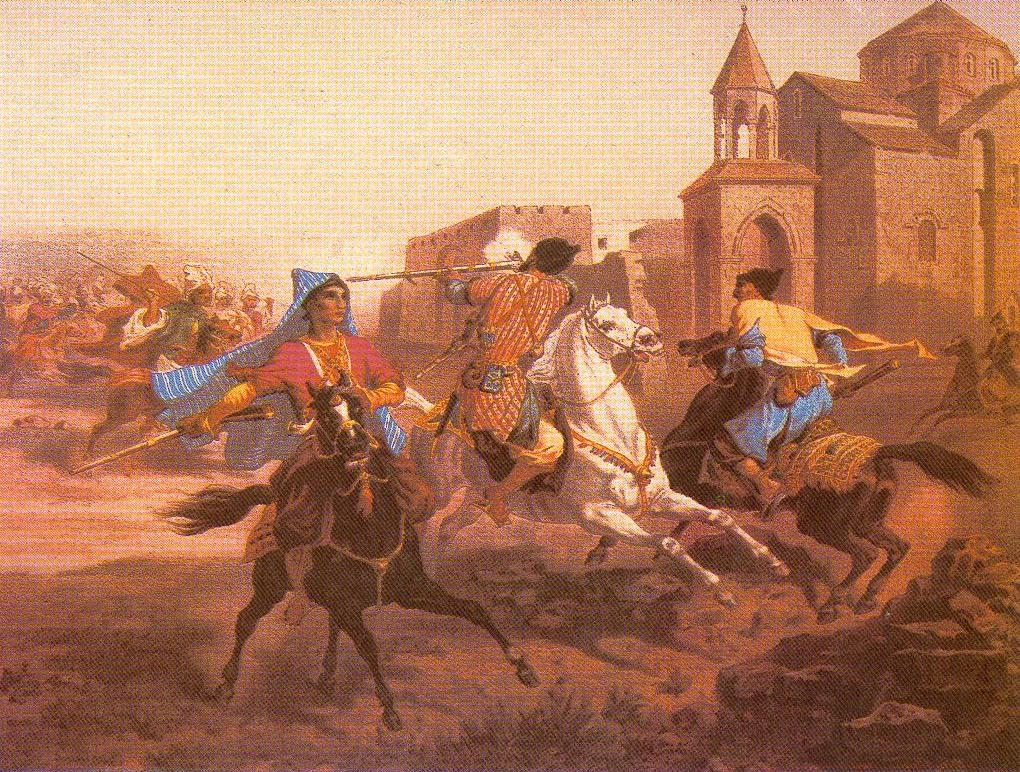
Vagharchapat pillée par les Kurdes et les Perses.

Au début du Moyen Âge, Vagharchapat est une ville commerçante. Les habitants sont d'origines diverses : Arméniens bien sûr, mais aussi Grecs, Perses, Assyriens et même Juifs. Par la suite la ville connaît un certain déclin mais revient sur le devant de la scène en 1441, lorsqu'elle redevient le siège du catholicossat, qui se trouvait jusque-là à Sis en Cilicie.
Le Français Jean Chardin visite la ville en 1673 et en dessine un panorama représentant les édifices religieux, à la suite de ses périples en Arménie à partir de 1665. Il s'inspire d'un autre Français ayant voyagé avant lui, Jean-Baptiste Tavernier.
Au cours du XVIIe siècle, la ville est en travaux, avec notamment la construction de nouveaux bâtiments et la restauration de certaines églises, et connaît un essor économique ; elle est située sur un axe commercial, Tabriz-Erevan-Erzurum. Vagharchapat passe sous la domination des Russes en 1828. Plus tard, au XXe siècle, d'autres infrastructures sont construites au centre de la ville. Elle est rebaptisée Etchmiadzin entre les années 1945 et 1995. Avec le boom démographique, actuellement, elle constitue la principale ville de l'aire urbaine d'Erevan et l'une des villes les plus importantes de l'Arménie. C'est surtout un lieu saint pour les Arméniens en raison de la présence du siège de l'Église apostolique arménienne situé en son centre.

## Saint-Siège

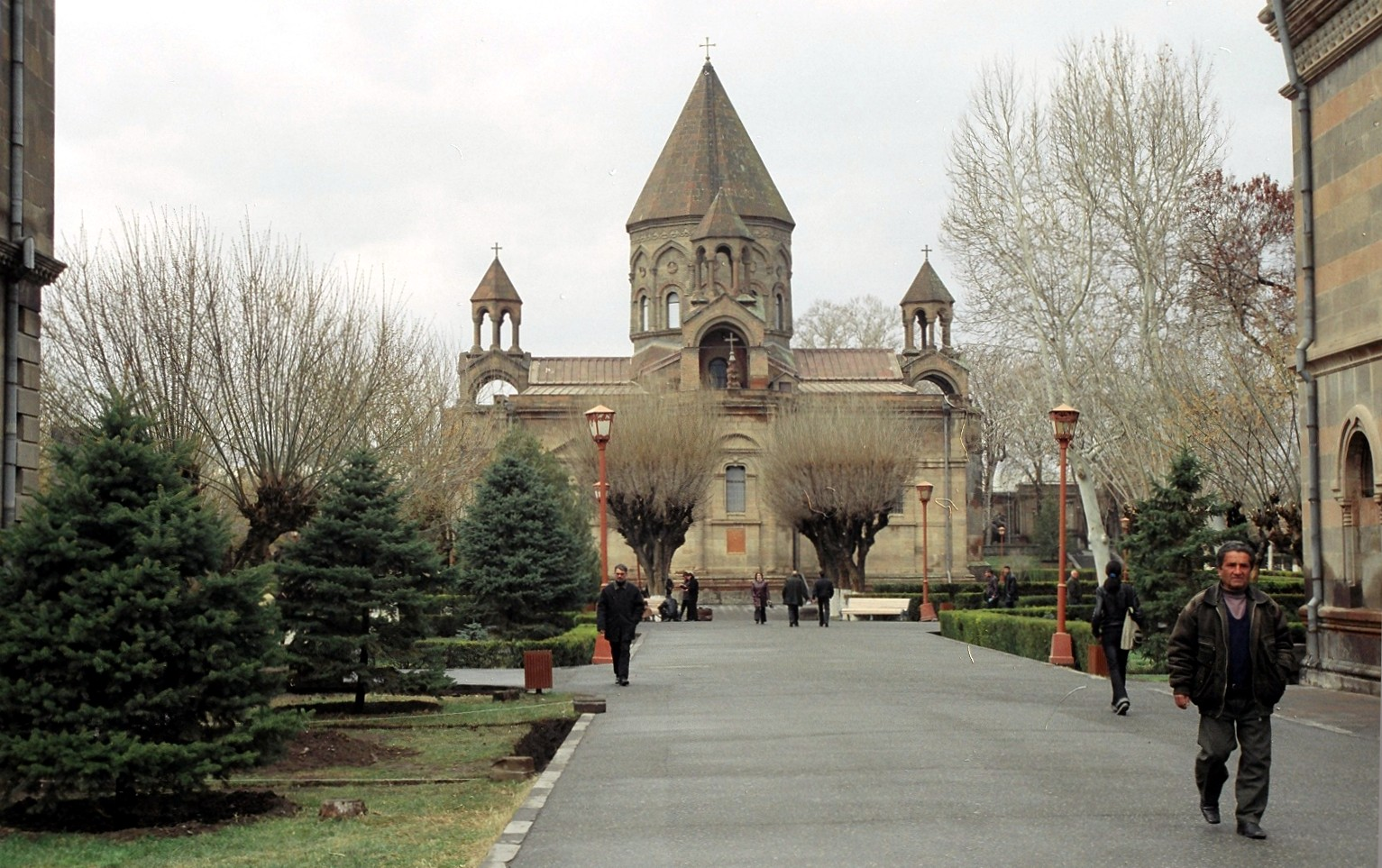
Saint-Siège d'Etchmiadzin en 2005.

Le grand complexe monastique d'Etchmiadzin, qui est actuellement le siège du catholicos de tous les Arméniens, est constitué de plusieurs édifices ou de groupes d'édifice datant des IVe, Ve, VIe et XVIIe siècles. Depuis 2000, le complexe religieux d'Etchmiadzin ainsi que le site archéologique de Zvartnots sont inscrits sur la liste du Patrimoine mondial de l'UNESCO.
Aujourd'hui, le siège de l'Église apostolique arménienne abrite la chancellerie catholicossale, un grand séminaire et un musée.

### ÉgliseSourp Astvatsatsin
L'église Sourp Astvatsatsin (« Sainte-Mère-de-Dieu ») est, comme les autres, édifiée vers le VIe siècle. Elle est reconstruite vers 1767. Actuellement, elle occupe une fonction et une « célébrité » beaucoup moins importante que les autres édifices religieux d'Etchmiadzin.

## Jumelage
La ville est jumelée à :
| Ville | Ville                | Pays | Pays        | Période                     |
| ----- | -------------------- | ---- | ----------- | --------------------------- |
|       | Aghdara              |      | Azerbaïdjan | depuis le 8 octobre 2010    |
|       | Daugavpils           |      | Lettonie    |                             |
|       | Fresno,              |      | États-Unis  | depuis le 24 septembre 2009 |
|       | Hadrout              |      | Azerbaïdjan | depuis le 8 octobre 2010    |
|       | Issy-les-Moulineaux, |      | France      | depuis le 5 décembre 1989   |
|       | Petrozavodsk,        |      | Russie      | depuis le 17 mai 2004       |
|       | Serguiev Possad,     |      | Russie      | depuis le 16 mars 2010      |

## Galerie

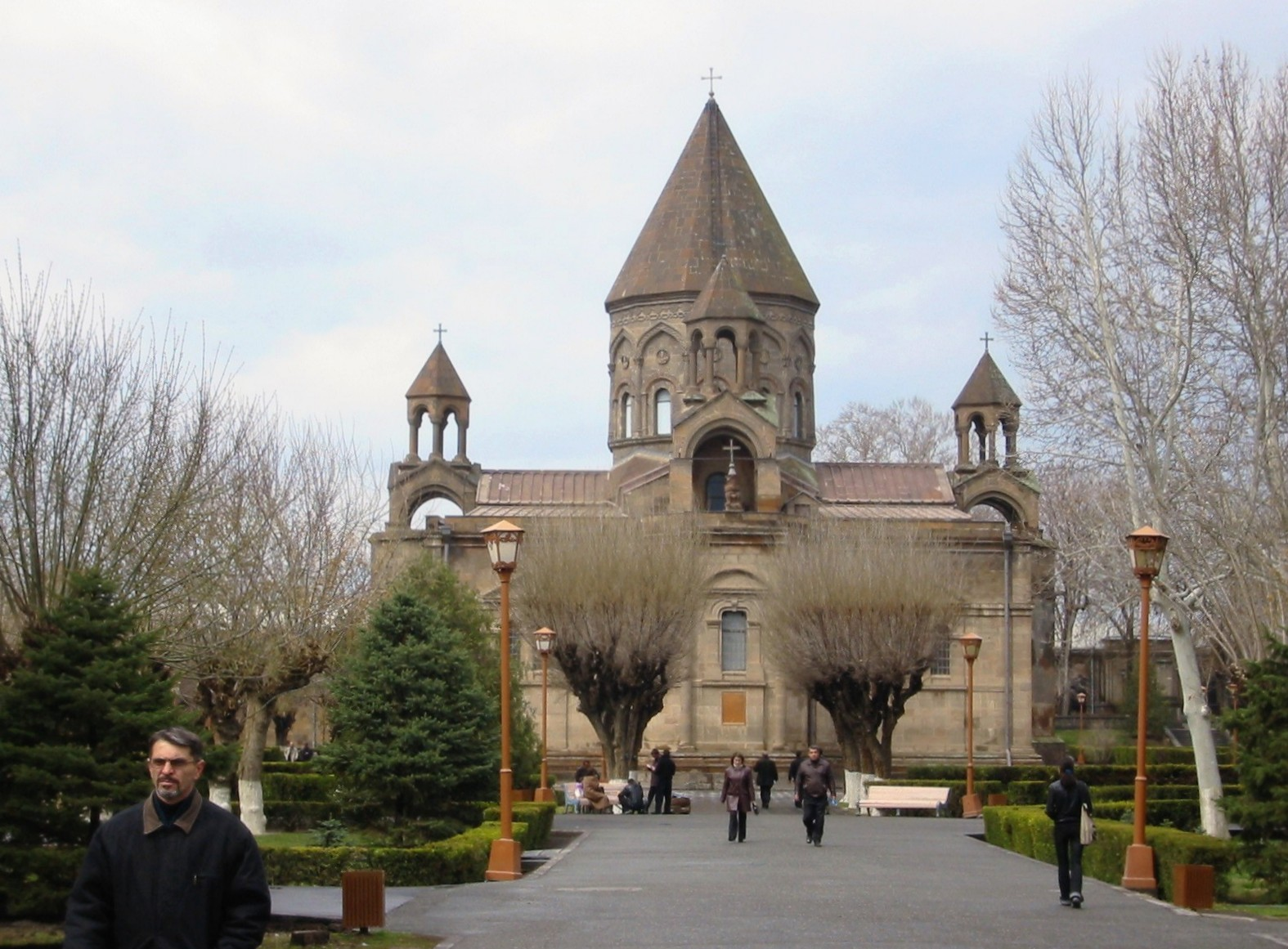
La cathédrale Sourp Etchmiadzin.
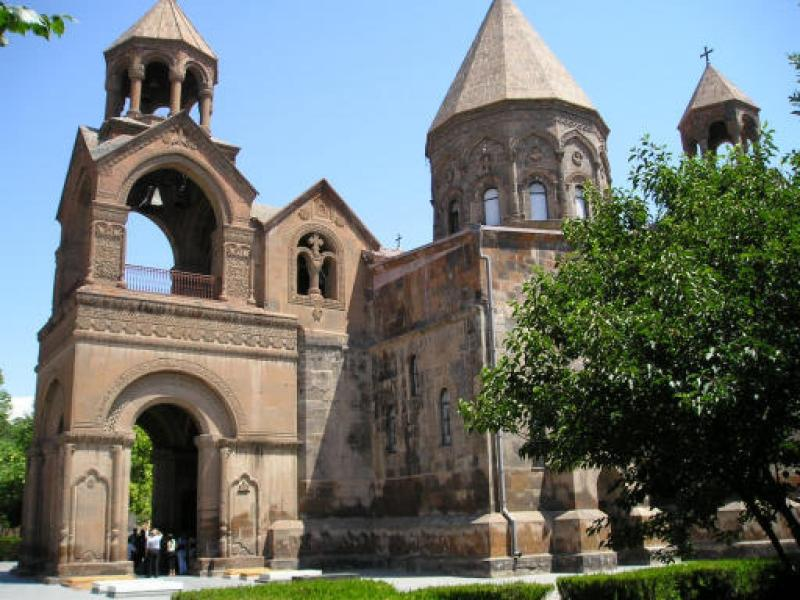
Vue du gavit et de la tour.
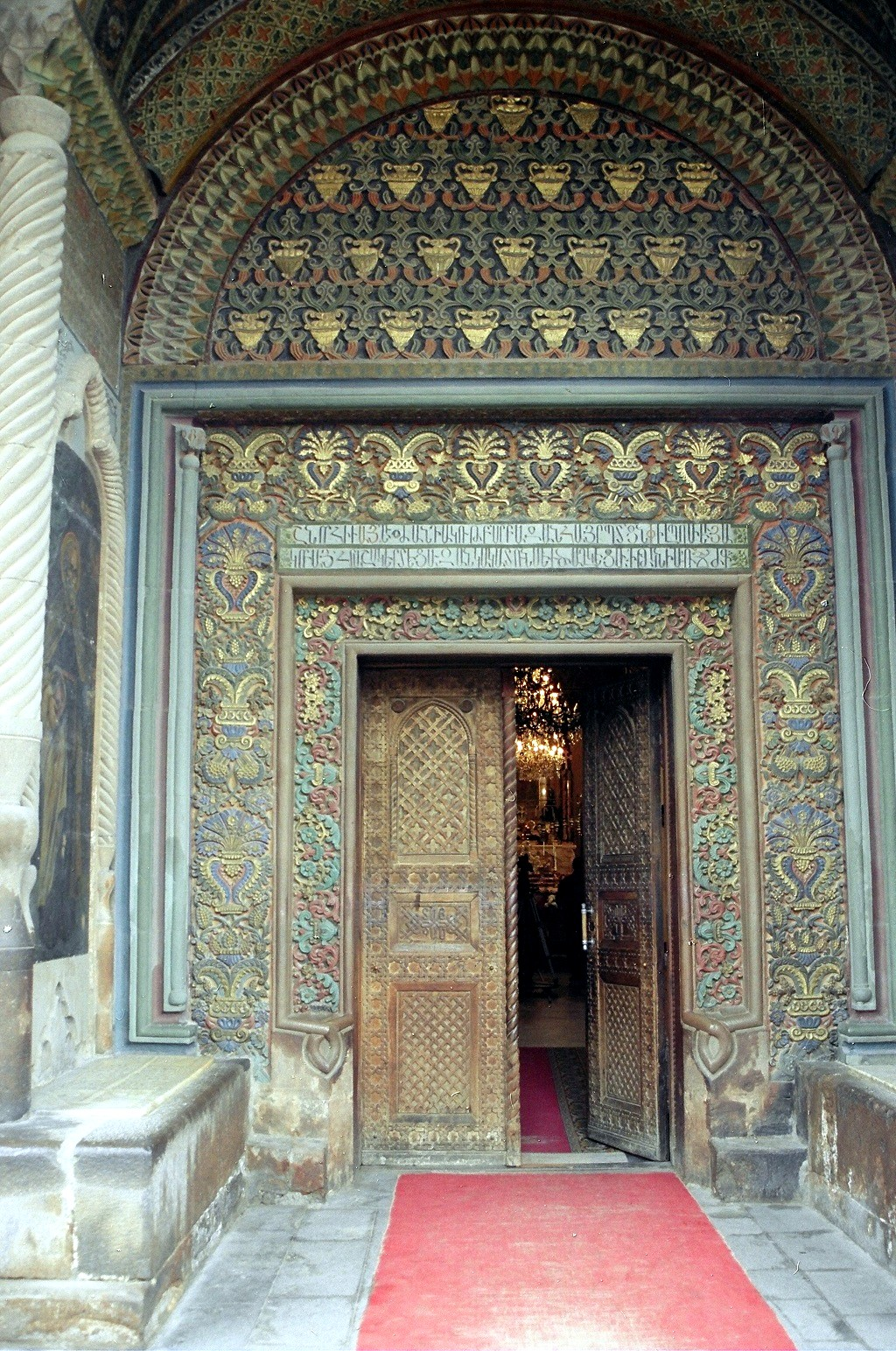
Entrée de la cathédrale.
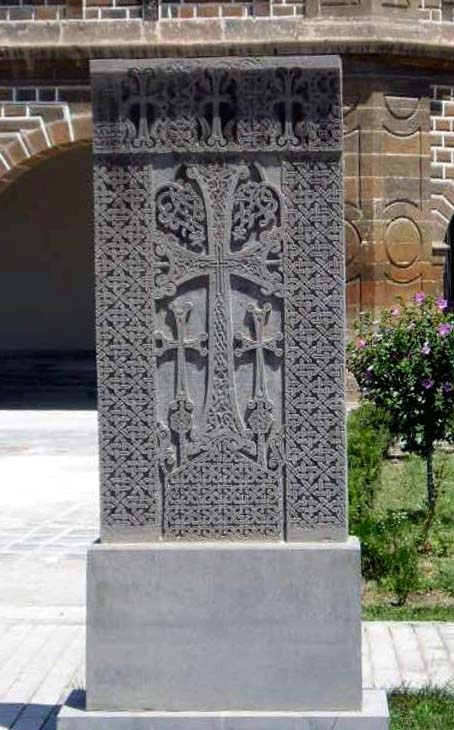
Un des nombreux khatchkars situés autour du monument.